# 真島光平
真島 光平（まじま こうへい、1980年6月23日 -)は、日本の俳優。本名及び旧芸名は、真島 公平(読み同じ)。宮崎県出身。2年3組所属。身長178cm、体重68kg。2006年にデビュー。2014年7月10日に今の芸名に変更。

## 出演

### テレビドラマ
- だめんず・うぉ〜か〜（2006年、テレビ朝日系）
- 女帝（2007年、テレビ朝日系）
- 鬼嫁日記 いい湯だな（2007年、関西テレビ系）
- 風の果て（2007年、NHK）
- 篤姫（2008年、NHK）
- 七瀬ふたたび（2008年、NHK）
- あしたの、喜多善男〜世界一不運な男の、奇跡の11日間〜（2008年、関西テレビ系）
- 四つの嘘（2008年、テレビ朝日系）
- 水戸黄門（2009年10月19日、TBS系） - 奥山玄之助役
- 特命戦隊ゴーバスターズ（2012年4月8日、テレビ朝日系） - 高石役

### 写真集
- All Mine(プレミアム限定生産)